# Lydia Brincken
Lydia Brincken, auch Lydia Brinken, verehelichte Lydia Sierck (* 25. Dezember 1884 als Emma Anna Lydia Pieper in Langeln; † 25. August 1947 in Deutschland) war eine deutsche Theaterschauspielerin.

## Leben und Wirken
Über Lydia Piepers Ausbildung ist derzeit nichts bekannt. Ihr erstes nachweisliches Festengagement führte sie als Lydia Brinken in der Spielzeit 1908/09 ans Theater im niederschlesischen Schweidnitz. In der Saison 1910/11 folgte sie einem Ruf nach Oldenburg, in der darauf folgenden Spielzeit ging sie an die Bühne im westpreußischen Bromberg, wo sie bis 1914 blieb. Im Ersten Weltkrieg lassen sich keine Festengagements der Künstlerin finden, erst in der Spielzeit 1921/22 verzeichnet das Düsseldorfer Schauspielhaus unter der Führung von Louise Dumont die nunmehr freiberuflich arbeitende Mimin unter dem Namen Lydia Brinken-Eisenlohr. Zu ihren Kollegen gehörten hier zu dieser Zeit die jungen Nachwuchsmimen Paul Kemp, Ferdinand Hart und Renée Stobrawa.
Bald darauf lernte Lydia Brincken den gut zwölf Jahre jüngeren Hamburger Nachwuchsregisseur Detlef Sierck kennen. Die beiden wurden 1925 Eltern eines Sohnes namens Klaus Detlef und heirateten am 19. Mai 1926. Während dieser kurzlebigen Ehe kehrte Lydia Brincken zur Bühne zurück (Festengagement beim Stadttheater von Halberstadt 1927/28), am 15. Dezember 1928 ließ sich das Paar wieder scheiden. Nachdem Detlef Sierck die jüdische Schauspielerin Hilde Jary geheiratet hatte, verfolgte die glühende Nationalsozialistin Brincken das Ehepaar mit antisemitischem Hass, der vor allem ab 1933 an Fahrt gewann. Sie entzog Vater Sierck beider Sohn und erzog diesen zu einem gläubigen Hitlerjungen und Nationalsozialisten.
Um Klaus Detlef beim Film unterzubringen und seine Karriere als jugendlicher Darsteller zu lancieren, sorgte Lydia Brincken dafür, dass ihr neunjähriger Sohn 1934 eine kleine Rolle in dem Tendenzstreifen Die Saat geht auf erhielt. Um ihm die nötige Sicherheit vor der Kamera zu geben, übernahm Lydia Brincken hier ebenfalls eine kleine Rolle. Weitere, zum Teil deutlich größere Rollen des Sohnes vor der Kamera folgten in den Jahren 1937 bis 1941. Trotz ihres parteipolitischen Engagements blieb Lydia Brincken bis 1945, als Theaterschauspielerin ebenso wie beim Film, weitgehend unbeschäftigt. Der Versuch, im November 1946 mit einem Schreiben mit ihrem Ex-Mann in Kontakt zu treten, scheiterte. Im Jahr darauf starb die 62-jährige Schauspielerin im hoffnungslos unterversorgten, kriegszerstörten Deutschland.